# 東京家政大学短期大学部
東京家政大学短期大学部（とうきょうかせいだいがくたんきだいがくぶ、英語: Tokyo Kasei University Junior College）は、東京都板橋区加賀1-18-1に本部を置く日本の私立大学。1950年創立、1950年大学設置。大学の略称は家政短大。

## 概観

### 大学全体
- 東京家政大学短期大学部は、東京都板橋区内にある日本の私立短期大学。1950年に設置された。開学当初から東京家政大学に併設された短大となっており現在2学科体制（最大で4学科）となっている。女子のみが入学できる。

### 建学の精神（校訓・理念・学是）
- 東京家政大学短期大学部における建学の精神は「自主自律」となっている。

### 教育および研究
- 東京家政大学短期大学部における教育
  - 栄養科：日本大学医学部附属板橋病院や東京都内の小・中学校、事業所などでの栄養実習がある。
  - 保育科：大学附属幼稚園での教育実習がある。

### 学風および特色
- 東京家政大学短期大学部は大学と類似した学科が設置されている関係上、短大卒業後その大学に編入学する学生が少なからずいる。

## 沿革
- 1950年 東京家政大学短期大学部として開学。家政科を置く。
- 1952年 家政科が指定栄養士養成施設に認可される。
- 1962年 学科の新設が行われる。従来の家政科を募集停止する。
  - 栄養科
  - 服飾美術科
  - 保育科
- 1995年 国際コミュニケーション学科を新設。
- 2008年 国際コミュニケーション学科募集停止。
- 2011年 服飾美術科募集停止。
- 2026年 栄養科、保育科募集停止予定

## 基礎データ

### 所在地
- 東京都板橋区加賀1-18-1

### 交通アクセス
- JR埼京線十条駅下車。

### 象徴
- 東京家政大学短期大学部のカレッジマークは家政大学とおなじものを使用。

## 教育および研究

### 組織

#### 学科
- 栄養科
- 保育科

##### 過去にあった学科
- 国際コミュニケーション学科
- 服飾美術科

#### 専攻科
- なし

#### 別科
- なし

##### 取得資格について
- 中学校教諭二種免許状
  - 家庭：栄養科
  - 保健：栄養科
- 保育士資格、幼稚園教諭二種免許状：保育科
- 管理栄養士資格、栄養教諭二種免許状：栄養科

## 学生生活

### 部活動・クラブ活動・サークル活動
- 東京家政大学短期大学部のクラブ活動：短大独自のものはなく、全て大学と混合となっている。現在、文化系・体育系含めておよそ60ある。

### 学園祭
- 東京家政大学短期大学部の学園祭は「緑苑祭」と呼ばれ毎年、概ね10月に行われている。ハンドベルサークルによる演奏や服飾系の学科学生によるファッションショーも催される。

## 大学関係者と組織

### 大学関係者組織
- 東京家政大学短期大学部には東京家政大学と同じく「緑窓会」と呼ばれる同窓会組織がある。

### 大学関係者一覧

#### 大学関係者
出身著名人
- 岡田史織(SHIORI)
- 早川絵美(女優）

## 施設

### キャンパス
- 独自のキャンパスはなく、すべて東京家政大学（板橋キャンパス）との共同使用となっている。

### 寮
- 東京家政大学短期大学部には、板橋キャンパス内に寮があり、「クリスマス会」や「送別会」など各種イベントも行われる。

## 対外関係

### 他大学との協定
- 放送大学[1]

### 系列校
- 東京家政大学
- 東京家政大学附属女子中学校・高等学校

## 社会との関わり
- 公開講座がある。

## 卒業後の進路について

### 就職について
- 栄養科：味の素・雪印乳業・永谷園・伊藤園・一冨士フードサービス・なとり・理研ビタミン・シダックス等の一般企業における専門職や病院や学校などの栄養士ほか多岐に亘っている。
- 服飾美術科：ウェディング・ポーラ・レナウン・東洋紡績など
- 保育科：幼稚園教諭や保育士として勤務する人が多い。一般企業としては、伊勢丹・ぺんてる・住友銀行などがある。
- 国際コミュニケーション学科：東日本旅客鉄道・大塚商会・三菱東京UFJ銀行・ナルミヤ・インターナショナル・千葉興業銀行・ジェイティービーほか

### 編入学・進学実績
- 東京家政大学へ編入学する学生が多い傾向にある。